# Toto de Arabia
Toto de Arabia (en italiano: Totò d'Arabia) es una película italo-española de comedia de aventuras de 1965 dirigida por José Antonio de la Loma y protagonizada por el comediante italiano Totò. Es una parodia de Lawrence de Arabia y de las películas de espías.

## Argumento
Toto, un exmilitar italiano que trabaja como sirviente en el Servicio de Inteligencia Británico, es ascendido a agente secreto con el nombre de Agente 00Ø8 para convencer al gobernante de Shamara, el jeque Ali El Buzur, de que ceda petróleo al Reino Unido.

## Reparto
- Totò: Agente 00Ø8 Toto.
- Nieves Navarro: Doris.
- Fernando Sancho: Jeque Ali el Buzur.
- George Rigaud: Sir Bains.
- Mario Castellani: Omar el Bedù.
- Luigi Pavese: Jeque Ali di Shamara.
- Luis Cuenca: El Kasser.
- Víctor Israel: Boris.